# Kryształ condis
Kryształ condis – faza pośrednia między kryształem i cieczą.
Nazwa tej fazy pochodzi od angielskich słów conformation disorder, czyli nieporządek konformacyjny.
Fazę tę mogą tworzyć długie i „cienkie” cząsteczki, które mają dużą swobodę zmian swojej konformacji, takie jak węglowodory liniowe, oraz niektóre polimery, takie jak teflon.
Liczne ruchy konformacyjne (podobne trochę do ruchów węża) takiego rodzaju cząsteczek powodują wypychanie innych cząsteczek z obszaru zajmowanego przez daną cząsteczkę, są jednak za słabe, aby doprowadzić do całkowitego stopienia się materiału, na skutek czego cząsteczki formują się w długie, równoległe względem siebie kolumny.
Materiał w fazie condis jest wciąż substancją stałą, lecz pod dużym naciskiem zaczyna „ustępować” i zachowuje się jak ciecz. Zjawisko to wykorzystuje się do formowania kształtek z teflonu. Po schłodzeniu tak wykonanej kształtki cechuje ją pamięć kształtu, tj. ma ona silną tendencję do wracania do poprzedniego kształtu po silnych odkształceniach i ponownym podgrzaniu do temperatury, w której występuje faza condis.
Materiały w fazie condis cechuje też silna anizotropia własności mechanicznych, optycznych i elektrycznych.